# Dan Aykroyd

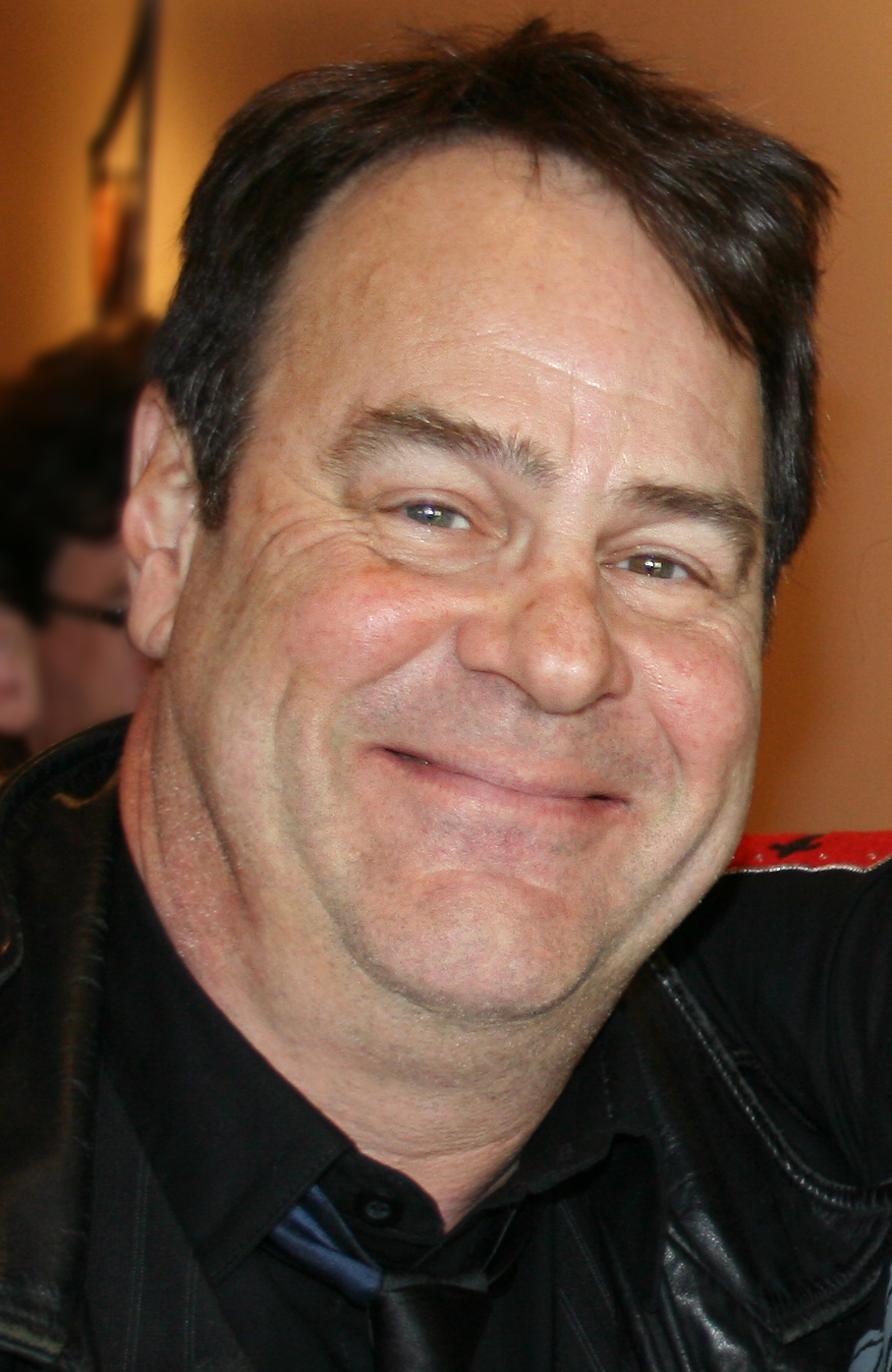
Dan Aykroyd (2009)

Daniel Edward „Dan“ Aykroyd, CM, OOnt (* 1. Juli 1952 in Ottawa) ist ein kanadischer Schauspieler und Drehbuchautor. International bekannt wurde er in den 1980er Jahren durch Komödien wie Blues Brothers, Die Glücksritter und Ghostbusters – Die Geisterjäger.

## Leben und Karriere
Aykroyd studierte an der Carleton University von Ottawa Kriminologie und Soziologie. Hier trat er in einem Studententheater erstmals auf. 1972 trat er in einer Serie von 15-minütigen Comedyshows bei einem Kabelsender auf. Bereits hier war er Autor und Produzent seiner Sketche.
Aykroyd wurde einem größeren Publikum bekannt, als er mit anderen Schauspielern die Fernseh-Reihe Saturday Night Live bei NBC begründete. Viele Darsteller begannen hier ihre Karriere. Mit dem sich selbst spielenden Mick Jagger, dem Frontmann der am 7. Oktober 1978 in Saturday Night Live aufgetretenen Rockband The Rolling Stones, spielte Aykroyd (als Interviewer Tom Snyder) einen Sketch. Dan Aykroyd arbeitete auch mit John Belushi zusammen, mit dem er die Blues Brothers Band gründete. Es folgten drei gemeinsame LPs und eine erfolgreiche Tournee. Der folgende Film Blues Brothers unter der Regie von John Landis wurde sein größter Erfolg. Auch mit anderen Kollegen von Saturday Night Live drehte er Kinofilme, so beispielsweise mit Bill Murray, Chevy Chase und Eddie Murphy. Mit Bill Murray war er in Ghostbusters – Die Geisterjäger (1984) und Ghostbusters II (1989) zu sehen. Das 2009 erschienene Videospiel Ghostbusters: The Video Game ist laut Aykroyd „im Wesentlichen der dritte Film“.
Dan Aykroyd trat aber nicht nur in Filmkomödien auf. Sein Rollenspektrum umfasste auch Melodramen wie Miss Daisy und ihr Chauffeur, Historienfilme (Haus Bellomont), Jugendfilme (My Girl – Meine erste Liebe) und Spannungsfilme wie Undercover Cops. 1990 erhielt er eine Nominierung für den Oscar als bester Nebendarsteller in Miss Daisy und ihr Chauffeur, der als bester Film ausgezeichnet wurde.

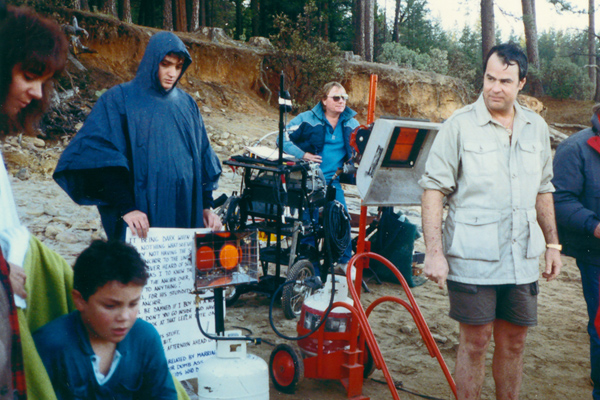
Aykroyd (rechts) am Set von Great Outdoors (1987)

Seine einzige Regiearbeit war Valkenvania – Die wunderbare Welt des Wahnsinns aus dem Jahr 1991. Aykroyd trat in den vergangenen Jahren in Fernsehserien (unter anderem PSI Factor) auf und arbeitete auch als Filmproduzent. In Kinofilmen übernimmt er nur noch Nebenrollen, unter anderem spielte er den Vater von Britney Spears in Not a Girl. Außerdem tauchte er in vier Episoden als Nebenrolle in James Belushis Sitcom Immer wieder Jim auf. Seine deutsche Synchronstimme war meistens die von Thomas Danneberg.
Aykroyd ist auch Initiator und Inhaber von Crystal Head Vodka.

## Privatleben
Dan Aykroyd ist seit 1983 mit Donna Dixon verheiratet und hat drei Töchter: Danielle (* 1989), Belle (* 1993) und Stella (* 1998). Im Alter von zwölf Jahren wurde bei ihm das Tourette-Syndrom diagnostiziert, Anfang der 1980er Jahre das Asperger-Syndrom. Auf letztgenanntes führt er seine Begeisterung für Geister zurück. In einem Interview hat er seine „Aspergerdiagnose“ als Selbstdiagnose beschrieben.
Im April 2022 gaben Donna Dixon und Dan Aykroyd ihre Trennung bekannt. Sie bleiben rechtlich verheiratet.

## Filmografie
- 1975–1976: Coming Up Rosie (Fernsehserie)
- 1975–2003: Saturday Night Live (Fernsehserie)
- 1976: The Beach Boys: It’s OK (Kurzfilm)
- 1977: Things We Did Last Summer (Kurzfilm)
- 1977: Love at First Sight
- 1978: The Rutles – All You Need Is Cash (Fernsehfilm)
- 1978: Grateful Dead: The Closing of Winterland (Fernsehfilm)
- 1979: Mr. Mike’s Mondo Video
- 1979: 1941 – Wo bitte geht’s nach Hollywood (1941)
- 1980: Blues Brothers
- 1981: Steve Martin’s Best Show Ever (Kurzfilm)
- 1981: Die verrückten Nachbarn (Neighbors)
- 1983: Dr. Detroit (Doctor Detroit)
- 1983: Die Glücksritter (Trading Places)
- 1983: Unheimliche Schattenlichter (Twilight Zone – The Movie)
- 1984: Indiana Jones und der Tempel des Todes (Indiana Jones and the Temple of Doom)
- 1984: Ghostbusters – Die Geisterjäger (Ghostbusters)
- 1984: Alles ist vergänglich (Nothing Lasts Forever)
- 1985: Kopfüber in die Nacht (Into the Night)
- 1985: Spione wie wir (Spies Like Us)
- 1986–2000: PSI Factor – Es geschieht jeden Tag
- 1987: Schlappe Bullen beißen nicht (Dragnet)
- 1988: Der Couch-Trip (The Couch Trip)
- 1988: She is having a Baby
- 1988: Great Outdoors – Ferien zu dritt (The Great Outdoors)
- 1988: Caddyshack II
- 1988: Meine Stiefmutter ist ein Alien (My Stepmother Is an Alien)
- 1989: Ghostbusters II
- 1989: Miss Daisy und ihr Chauffeur (Driving Miss Daisy)
- 1990: Ärger mit Eduard (Masters of Menace)
- 1990: Der Harte und der Zarte (Loose Cannons)
- 1990: It’s Garry Shandling’s Show (Fernsehserie)
- 1991: Drei Wege in den Tod (Two-Fisted Tales, Fernsehfilm)
- 1991: Valkenvania – Die wunderbare Welt des Wahnsinns (Nothing But Trouble)
- 1991: Geschichten aus der Gruft (Tales from the Crypt, Fernsehserie)
- 1991: My Girl – Meine erste Liebe (My Girl)
- 1992: Showtime – Hilfe, meine Mama ist ein Star (This Is My Life)
- 1992: Sneakers – Die Lautlosen (Sneakers)
- 1992: Chaplin
- 1993: Die Coneheads (Coneheads)
- 1994: My Girl 2 – Meine große Liebe (My Girl 2)
- 1994: Die Nanny (The Nanny, Fernsehserie)
- 1994: North
- 1994: Undercover Cops (Exit to Eden)
- 1995: Tommy Boy – Durch dick und dünn (Tommy Boy)
- 1995: Casper
- 1995: Unsere feindlichen Nachbarn (Canadian Bacon)
- 1995: Rainbow – Die phantastische Reise auf dem Regenbogen (Rainbow)
- 1996: Immer Ärger mit Sergeant Bilko (Sgt. Bilko)
- 1996: Schwer verdächtig (Getting Away with Murder)
- 1996: Das große Basketball-Kidnapping (Celtic Pride)
- 1996: Minnesota (Feeling Minnesota)
- 1996: Ein Präsident für alle Fälle (My Fellow Americans)
- 1997: The Arrow (Fernsehfilm)
- 1997: Ein Mann – ein Mord (Grosse Pointe Blank)
- 1997: Hör mal, wer da hämmert (Home Improvement, Fernsehserie)
- 1997–1998: Ein Pastor startet durch (Soul Man, Fernsehserie)
- 1998: Blues Brothers 2000
- 1998: Susan’s Plan
- 1999: Diamonds
- 2000: Stardom
- 2000: Loser – Auch Verlierer haben Glück (Loser)
- 2000: Haus Bellomont (The House of Mirth)
- 2000: Normal, Ohio (Fernsehserie)
- 2001: Pearl Harbor
- 2001: Evolution
- 2001: Im Bann des Jade Skorpions (The Curse of the Jade Scorpion)
- 2001: Der goldene Riecher (On the Nose)
- 2001: Spinnen des Todes (Earth vs. the Spider, Fernsehfilm)
- 2002: Not a Girl (Crossroads)
- 2002: Wer tötete Victor Fox? (Unconditional Love)
- 2002–2004: Immer wieder Jim (According to Jim, Fernsehserie)
- 2003: Bright Young Things
- 2003: Shortcut to Happiness – Der Teufel steckt im Detail (The Devil and Daniel Webster)
- 2004: 50 erste Dates (50 First Dates)
- 2004: Intern Academy
- 2004: Verrückte Weihnachten (Christmas with the Kranks)
- 2006: Living with Fran (Fernsehserie)
- 2007: Chuck und Larry – Wie Feuer und Flamme (I Now Pronounce You Chuck and Larry)
- 2008: War Inc. – Sie bestellen Krieg: Wir liefern (War Inc.)
- 2010: Yogi Bär (Yogi Bear, Stimme)
- 2011: The Defenders (Fernsehserie)
- 2012: Die Qual der Wahl (The Campaign)
- 2013: Liberace – Zu viel des Guten ist wundervoll (Behind the Candelabra)
- 2013: Legends of Oz: Dorothy’s Return (Stimme)
- 2014: Tammy – Voll abgefahren (Tammy)
- 2014: Get on Up
- 2015: Pixels
- 2016: Ghostbusters (Ghostbusters: Answer the Call)
- 2017–2019: Workin’ Moms (Fernsehserie, vier Episoden)
- 2019: Die Conners (Fernsehserie, Episode 2x03)
- 2021: Ghostbusters: Legacy (Ghostbusters: Afterlife)
- Seit 2023: The UnBelievable mit Dan Aykroyd
- 2024: Ghostbusters: Frozen Empire